# Communes du patrimoine rural de Bretagne
Communes du patrimoine rural de Bretagne  est une association de communes créée en 1987 par des maires soucieux de sauvegarder et de mettre en valeur le patrimoine architectural et paysager de leur commune. 
En 2024, l'association compte sur les quatre départements de Bretagne administrative, 45 communes membres.

## Buts de l'association
Elle a établi une charte à laquelle doivent souscrire les communes qui en deviennent membre.
Les objectifs de l'association sont formulées dans ses statuts :
- sauvegarder et mettre en valeur le patrimoine des communes tout en respectant le caractère de l’architecture d’origine ;
- animer par la mise en place de circuits d’interprétation du patrimoine, d’expositions culturelles, artisanales et artistiques ;
- promouvoir toute activité nouvelle susceptible d’assurer un développement économique, touristique et culturel.

Un certificat de conformité au cahier des charges est délivré par l'association à ses membres pour cinq ans, comme élément d’unité et de référence des communes associées. 
L'utilité de ces certificats est multiple :
- culturelle : faire connaître le patrimoine architectural, le comprendre et le faire vivre ;
- qualité de la vie : harmonie du cadre de vie des habitants ;
- technique : restauration de l’habitat ancien selon les méthodes traditionnelles ;
- économique : valorisation du patrimoine qui génère de nouveaux marchés pour les artisans locaux.

## Listes des communes membres de l'association
- Côtes-d'Armor : Bulat-Pestivien ; Guenroc ; Hengoat et Pouldouran (commune de La Roche-Jaudy) ; Le Quillio ; Langast ; Plouaret ;  Runan ; Saint-Alban ; Saint-Juvat ; Saint-Méloir-des-Bois ; Saint-Thélo ; Tréfumel.

- Finistère : Cléden-Cap-Sizun ; Commana[2] ; Huelgoat[3] ; La Feuillée[2] ; Lanildut ; Lopérec[2] ; Ploéven ; Plougonven[2] ; Plounéour-Ménez ; Saint-Rivoal[2] .

- Ille-et-Vilaine : Coglès (commune des Portes du Coglais) ; Hédé-Bazouges ; Langon ; Les Iffs ; Lohéac ; Mellé ; Paimpont ; Pleine-Fougères ; Saint-Christophe-de-Valains ; Saint-Georges-de-Reintembault ; Val-Couesnon (Antrain ; La Fontenelle ; Saint-Ouën La Rouërie ; Tremblay).

- Morbihan : Concoret ; Cruguel ; Guéhenno ; Guern ; Le Guerno ; Locmalo[4] ; Noyal-Muzillac ; Peillac ; Ploërdut ; Séglien ; Tréhorenteuc.